# Лис Микита (опера)
«Лис Микита» — опера на 2 дії українського композитора Івана Небесного. Написана на замовлення Львівської національної опери. Автор лібрето — режисер вистави народний артист України Василь Вовкун. В основі опери однойменна казка-поема Івана Франка «Лис Микита». Вистава присвячена 130-річчю публікації казки-поеми у дитячому журналі "Дзвінок".

## Прем'єра
Прем'єра опери відбулася 21 лютого 2020 року у Львівському національному академічному театрі опери та балету імені Соломії Крушельницької (Львівська національна опера).

#### Постановники[1]
- Диригент-постановник — Теодор Кучар (США)
- Диригентка — заслужена артистка України Ірина Стасишин [Архівовано 24 січня 2021 у Wayback Machine.]
- Режисер-постановник — народний артист України Василь Вовкун
- Художник-постановник — народний художник України Тадей Риндзак
- Художник костюмів — Ганна Іпатьєва [Архівовано 3 лютого 2021 у Wayback Machine.] (м. Київ)
- Художник по світлу — Арвідас Буйнаускас [Архівовано 1 березня 2021 у Wayback Machine.] (Литва)
- Балетмейстер-постановник — Марчелло Алджері [Архівовано 20 жовтня 2020 у Wayback Machine.] (Італія)
- Хормейстер — Вадим Яценко [Архівовано 19 січня 2021 у Wayback Machine.]
- 3D-маппінг — Світлана Рейніш, Юрій Костенко
- Художниця-модельєр з виготовлення головних уборів — Людмила Табачкова [Архівовано 1 березня 2021 у Wayback Machine.]
- Помічниця художниці-модельєра з виготовлення головних уборів — Анжела Городиська

#### Виконавці
У прем'єрній виставі головні ролі виконували:
- Лис Микита — лауреат міжнародних конкурсів Олег Лановий;
- Лев — лауреат міжнародних конкурсів Петро Радейко [Архівовано 19 січня 2021 у Wayback Machine.];
- Вовк — лауреат міжнародних конкурсів Андрій Бенюк
- Рись- Любов Діка( Любов Кучар);
- Кіт- Микола Корнутяк;
- Цуцик- Віталій Войтко ;
- Борсук- Олександр Зозуля;
- Мавпа Фрузя- Олеся Бубела;
- [Архівовано 24 січня 2021 у Wayback Machine.]
- Півень — заслужений артист України Олег Садецький [Архівовано 18 січня 2021 у Wayback Machine.];
- Заєць — Ігор Знетиняк

## Сюжет
Дія перша
Весною Лев — Цар звірів — скликав усіх лісових мешканців на суд. Не з'явився лише Лис Микита — головний обвинувачуваний. Вовк, Цуцик Гектор, Кіт Мурлика та Рись жаліються на Лиса. Дядько Лиса Микити — Борсук Бабай — виправдовує його. Лев постановляє, щоб Ведмідь Бурмило привів Лиса на суд.
Лис Микита пропонує Бурмилі поласувати медом в Охріма. Лапи ведмедя потрапили у дубову колоду-пастку, він ледве втік. Другим посланцем стає боязливий Кіт Мурлик. Він захотів поласувати мишами у війтовому будинку і потрапив у зашморг, з якого ледь вирвався. Потім до Лиса навідується дядько Борсук. Він вмовляє Лиса піти на суд. Лев відправляє Лиса на трибунал, де засідають старі цапи та осли.
Глухий Осел постановляє повісити Микиту. Звірі чекають на видовище страти. Лис розповідає вигадану історію про скарб царя Гороха. яким заволодів його батько, та разом з Бурмилом, Вовком Неситим та Котом Мурликою хотів повстати проти царя Лева. Микита зупинив рідного батька. Лев дарує Лисові життя, і той обіцяє показати цареві стежку до скарбу, однак після того, як відвідає святий Рим і Єрусалим. Кривдників Лиса Ведмедя, Вовка та Кота відправляють до тюрми.
Дія друга
Лис Микита збирається в далеку путь і просить у Лева торбу Ведмедя і чоботи Вовка. У супроводі Цапа та Зайця Лис покидає царський палац і повертається додому, де його радісно вітають Лисиця й діти. Лис запрошує Зайця до дому та убиває його за те, що той свідчив проти Микити в суді. Потім виходить до Цапа на подвір'я і дає йому торбу з листами для царя. Коли Цап поважно вручає Левові листи від Лиса, виявляється, що у торбі голова Зайця. Лев ричить, шматує все навколо і вбиває Цапа.
Борсук Бабай іде до Лиса. Микита збирається вирушити з Борсуком до царського двору. Лисиця благає чоловіка залишитися. По дорозі до королівського палацу Лис вбиває Півня. Борсук запевняє, що Лис це зробив даремно, адже півень мав протекцію в Левиці. Лис Микита розповідає Бабаєві про лікарку Мавпу Фрузю, яка таємно закохана в Лиса Микиту.
Прийшовши до Лева, Лис голосить, що він не винен у смерті Зайця і Цапа, і розповідає, що через них передав цареві скарб. Вовк Неситий викликає Лиса на поєдинок, щоб визначити, хто чесний, а хто злодій. Мавпа Фрузя стриже Лиса, а хвіст залишає пухнастим, щоб Лис міг сипнути вовкові в очі піском. Микита виходить з бою переможцем. Лев призначає його канцлером, щоб той розумом боронив державу. Звірі славлять Лиса Микиту.

## Цікавий факт
При пошитті костюмів звірів використовували лише штучне хутро.

## Критика
- Катерина Сліпченко. «Лис Микита»: «Ми передбачили все, щоб люди не заснули». Композитор Іван Небесний про нову постановку Львівської опери // https://zaxid.net/lis_mikita__opera_dlya_ditey_ta_yih_batkiv_n1498103 [Архівовано 28 січня 2021 у Wayback Machine.]
- Юлія Пальцевич. «Лис Микита»: опера для всіх // Український інтернет-журнал «Музика». 28 лютого 2020 року // http://mus.art.co.ua/lys-mykyta-opera-dlia-vsikh/ [Архівовано 26 вересня 2020 у Wayback Machine.]
- Юлія Головіна. Прем'єра «Лис Микита» у Львівській опері // https://portal.lviv.ua/news/2020/02/21/prem-iera-lys-mykyta-zibrala-anshlah-u-lvivskij-operi [Архівовано 7 лютого 2021 у Wayback Machine.]
- Мирослав Откович. Опера «Лис Микита»: сучасний бестселер // http://tvoemisto.tv/blogs/opera_lys_mykyta_suchasnyy_bestseler_106720.html [Архівовано 17 січня 2021 у Wayback Machine.]
- Ольга Коваль. У Львові презентують світову прем'єру опери «Лиса Микити» // http://tvoemisto.tv/news/u_lvovi_prezentuyut_svitovu_premieru_opery_lys_mykyta_106626.html [Архівовано 27 лютого 2021 у Wayback Machine.]
- Дзвенислава Саф'ян. Від простого тризвуку до музичного авангарду: прем'єра опери «Лис Микита» Івана Небесного // http://moderato.in.ua/events/vid-prostogo-trizvuku-do-muzichnogo-avangardu-prem-yera-operi-lis-mikita-ivana-nebesnogo.html [Архівовано 19 січня 2021 у Wayback Machine.]
- Валентина Самченко. Вертихвіст та інші звіролюди: трансформація «Лиса Микити» через 130 літ у Львівській опері // https://www.umoloda.kiev.ua/number/3571/164/143750/ [Архівовано 26 лютого 2020 у Wayback Machine.]
- Соломія Головіна. «Лис Микита» — це казка про український олігархат, — Віталій Роздайгора // https://portal.lviv.ua/news/2020/03/19/lys-mykyta-tse-kazka-pro-ukrainskyj-oliharkhat-vitalij-rozdajhora [Архівовано 4 серпня 2020 у Wayback Machine.]

## Опера «Лис Микита» на YouTube
16 лютого 2021 року з нагоди першої річниці прем‘єри опери Львівська національна опера розмістила відеозапис вистави на своєму YouTube-каналі.